# Thelypteris tuxtlensis
Thelypteris tuxtlensis är en kärrbräkenväxtart som beskrevs av T.Krömer, Acebey och Alan Reid Smith. Thelypteris tuxtlensis ingår i släktet Thelypteris och familjen Thelypteridaceae. Inga underarter finns listade.